# Seznam meteorologických sloupů v Praze
Seznam meteorologických sloupů v Praze obsahuje meteorologické sloupy, domky a tabule dochované i zaniklé, postavené na území Prahy. Doplňují jej zaniklé hodinové sloupy Elektrických podniků hlavního města Prahy. Některé meteorologické přístroje byly umístěny v limnigrafických stanicích (limnigraf – přístroj sloužící k odčítání a zaznamenávání výšky hladiny vody v čase).
Seznam je řazen podle lokace a nemusí být úplný; souřadnice zaniklých sloupů jsou přibližné.

## Meteorologické sloupy
| Sloupek                         | Obrázek | Galerie                                                                         | Katastr Ulice                    | Vznik         | Poznámka | Souřadnice                                           |
| ------------------------------- | ------- | ------------------------------------------------------------------------------- | -------------------------------- | ------------- | --- | ---------------------------------------------------- |
| na Vítězném náměstí             |         | Kategorie „Meteorological column (Vítězné náměstí)“ na Wikimedia Commons        | Dejvice Buzulucká                | 1913          | Na rohu ulice Buzulucká a Vítězného náměstí; rekonstrukce říjen 2019 | 50°5′59″ s. š., 14°23′40″ v. d.                      |
| Meteosloupek v Komořanech       |         | Kategorie „Meteorological column (Komořany)“ na Wikimedia Commons               | Komořany Na Šabatce              | 2002          | areál Českého hydrometeorologického ústavu; původně v Újezdu nad Lesy, poté neúspěšně instalován v Parku Hadovka v Dejvicích; v Komořanech od roku 2023 | 49°59′19″ s. š., 14°24′29″ v. d.                     |
| Tabule ve Františkánské zahradě |         |                                                                                 | Nové Město Františkánská zahrada | 1967 listopad | prosklená skříň s ventilačními žaluziemi u vchodu z pasáže divadla Semafor; při rekonstrukci zahrady byla 1. dubna 1989 dočasně přemístěna na Obchodní náměstí v Praze-Modřanech, od 1. ledna 1993 pod správou ČHMÚ, pro opakovaný cíl vandalů a z finančních důvodů bylo provozování panelu ukončeno | 50°4′56″ s. š., 14°25′29″ v. d.                      |
| před Masarykovým nádražím       |         | Kategorie „Meteorological column (Masarykovo nádraží)“ na Wikimedia Commons     | Nové Město Havlíčkova            | 1913          | před Masarykovým nádražím; rekonstrukce 2020, odhalení 4. února 2021; vystavuje trojici meteorologických přístrojů, troje hodiny a informační text s fotografiemi o historii objektu | 50°5′15″ s. š., 14°25′58″ v. d.                      |
| před ČVUT                       |         |                                                                                 | Nové Město Karlovo náměstí       |               | zanikl; na Karlově náměstí, v parku před ČVUT | 50°4′34″ s. š., 14°25′10″ v. d.                      |
| v Žitné                         |         |                                                                                 | Nové Město Karlovo náměstí       |               | zanikl; na Karlově náměstí čp. 669, na rohu s Žitnou ulici | 50°4′40″ s. š., 14°25′17″ v. d.                      |
| Na Poříčí                       |         |                                                                                 | Nové Město Na Poříčí             |               | zanikl; před nárožním domem čp. 1055 | 50°5′26″ s. š., 14°26′13″ v. d.                      |
| na Národní třídě                |         |                                                                                 | Nové Město Národní třída         |               | zanikl; přesná lokace nezjištěna | 50°4′54″ s. š., 14°25′ v. d. (orientační souřadnice) |
| na Slovanském ostrově           |         |                                                                                 | Nové Město Slovanský ostrov      | 1904          | zanikl; na Slovanském ostrově (ostrov Žofín) | 50°4′46″ s. š., 14°24′47″ v. d.                      |
| na Václavském náměstí           |         |                                                                                 | Nové Město Václavské náměstí     |               | zanikl; před domem č.p. 831 na rohu Jindřišské ulice (dům zbořen) | 50°4′57″ s. š., 14°25′35″ v. d.                      |
| v Umělecké zahradě              |         | Kategorie „Meteorological column (Umělecká zahrada Nusle)“ na Wikimedia Commons | Nusle Čiklova                    |               | v areálu Umělecké zahrady; zde se pravděpodobně sloupky vyráběly. Tento byl objeven při rekonstrukci zahrady v polovině 90. let 20. století. Nový majitel a správce zahrady vykopal ze suti dva zachovalé sloupy a dva fragmenty těchto staveb – hlavice sloupů pro chronometrické přístroje. Jejich úprava pomocí kamenicky opracované teracové omítky - litého umělého kamene - používal bývalý podnik Sochařství K. Novák v Nuslích: „Sloupy byly duté, vytvořené z armované nosné betonové stěny, kterou zaměstnanci Karla Nováka pokrývali slabou (1–2 cm) povrchovou vrstvou teraca, vytvořeného z italského pucolánu, vápna z Ulmu a cementu z Radotína.“ Trosky děl sochařské dílny koncem 60. let 20. století končily v základech pilířů Nuselského mostu. | 50°3′52″ s. š., 14°25′40″ v. d.                      |
| na Smetanově nábřeží            |         |                                                                                 | Staré Město Smetanovo nábřeží    |               | zanikl; přesná lokace nezjištěna | 50°5′ s. š., 14°24′48″ v. d. (orientační souřadnice) |
| dům U Minuty                    |         |                                                                                 | Staré Město Staroměstské náměstí | 1883 květen   | 1. meteosloupek v Praze; výrobce firma Camozzi & Schlösser se sídlem ve Frankfurtu nad Mohanem; zanikl pravděpodobně v roce 1938 při rekonstrukci domu | 50°5′12″ s. š., 14°25′12″ v. d.                      |

## Limnigrafické stanice
| Stanice                | Obrázek | Galerie                                                          | Katastr Ulice                 | Vznik | Poznámka | Souřadnice                      |
| ---------------------- | ------- | ---------------------------------------------------------------- | ----------------------------- | ----- | --- | ------------------------------- |
| Limnigraf na Výtoni    |         | Kategorie „Limnigraph in Výtoň“ na Wikimedia Commons             | Nové Město Rašínovo nábřeží   | 1907  | meteorologické přístroje umístěny v limnigrafu; meteostanice byla vybavena lihovým teploměrem, minimálním a maximálním teploměrem, barografem, termografem, vlasovým vlhkoměrem a Lambrechtovým povětrnostním telegrafem | 50°4′5″ s. š., 14°24′53″ v. d.  |
| Limnigraf Na Františku |         | Kategorie „Limnigraph at Dvořákovo nábřeží“ na Wikimedia Commons | Staré Město Dvořákovo nábřeží | 1912  | meteorologické přístroje umístěny v limnigrafu | 50°5′35″ s. š., 14°25′24″ v. d. |

## Hodinové sloupy
| Sloupek                 | Obrázek | Galerie | Katastr Ulice                 | Vznik | Poznámka                              | Souřadnice                      |
| ----------------------- | ------- | ------- | ----------------------------- | ----- | ------------------------------------- | ------------------------------- |
| před Palácem Koruna     |         |         | Nové Město Václavské náměstí  |       | zanikl; před Palácem Koruna na Můstku | 50°5′3″ s. š., 14°25′26″ v. d.  |
| na náměstí Jana Palacha |         |         | Staré Město nám. Jana Palacha |       | zanikl                                | 50°5′19″ s. š., 14°24′55″ v. d. |